# Camilla Noréen
Camilla Noréen (nacida Camilla Johansson, 16 de marzo de 1971) es una deportista sueca que compitió en curling.
Ganó tres medallas de plata en el Campeonato Mundial de Curling Mixto Doble entre los años 2012 y 2015.

## Palmarés internacional
| Campeonato Mundial Mixto Doble | Campeonato Mundial Mixto Doble | Campeonato Mundial Mixto Doble | Campeonato Mundial Mixto Doble |
| Año                            | Lugar                          | Medalla                        | Prueba                         |
| ------------------------------ | ------------------------------ | ------------------------------ | ------------------------------ |
| 2012                           | Erzurum (Turquía)              | Medalla de plata               | Mixto doble                    |
| 2014                           | Dumfries (Reino Unido)         | Medalla de plata               | Mixto doble                    |
| 2015                           | Sochi (Rusia)                  | Medalla de plata               | Mixto doble                    |